# Историја ФК Црвена звезда
Историја фудбалске репрезентације Црвене звезде почела је оснивањем Комитета југословенских комуниста 4. марта 1945. године. Слободан Пенезић је руководио одбором који је основао Црвену звезду, састављен углавном од комунистичких ветерана из Другог светског рата. То је било супротно Партизану, јер су га основали високи генерали и припадници Југословенске народне армије.

## Оснивање и прва титула (1945–1951)
У фебруару 1945. године, током Другог светског рата, група младића, чланова Српске уједињене антифашистичке омладинске лиге, одлучила је да оснује Омладинско физичко културно друштво, које ће 4. марта постати Црвена звезда Београд. На крају Другог светског рата, неколико предратних југословенских клубова је распуштено јер су играли утакмице током рата и били су означени као колаборационисти од стране комунистичких власти маршала Јосипа Броза Тита. Два од ових клубова из Београда били су Југославија и БСК Београд. Црвена звезда је настала од остатака Југославије и добила је југословенски стадион, канцеларије, играче, па чак и своје црвено-беле боје. Име Црвена звезда клубу је додељено после дуже расправе, а доделили су га први потпредседници спортског друштва Зоран Жујовић и Слободан Ћосић. После бројних предлога, Ћосић је на крају рекао: „Да наше друштво зовемо Звезда?“, а Жујовић је спонтано рекао: „Супер, ако је Звезда, нека буде Црвена звезда“. Са овим предлогом су били сагласни сви присутни, иако је било предлога да се клуб зове Плава звезда. Иначе, Црвена звезда је убрзо усвојена као симбол Србије, спортска институција која је и данас најпопуларнија у земљи. Тог дана Црвена звезда је одиграла прву фудбалску утакмицу у историји клуба против Првог батаљона Друге бригаде КНОЈ- а и победила резултатом 3 : 0. Пет дана касније формирана је фудбалска секција коју су водили Коста Томашевић и Предраг Ђајић. Њих двојица су бранили част Црвене звезде на терену – Томашевић је био први стрелац и стрелац у историји клуба (који је постигао и први европски гол за Црвену звезду против Рапида током Купа Европе 1956–57), а Ђајић је био снажан везиста. У послератној сезони 1946. године, Црвена звезда је освојила првенство Србије и тако се пласирала у Прву лигу Југославије. У првим сезонама клуб је освојио 3. место и два вицешампиона. Ипак, у периоду од 1948. до 1950. године клуб је постигао серију тријумфа у југословенским куповима, победивши у финалу градског ривала Партизана, Наша крила из Земуна и загребачки Динамо. Звездино освајање прве лигашке титуле је освојено на спектакуларан начин. Три кола пре краја, загребачки Динамо је био пет бодова предности у лиги (победа у мечу донела је клубу тада два бода.) Међутим, загребачки тим је поражен од екипе Сарајева, а Црвена звезда је победила у дуелу ривала за првенство и ушла у последње коло са само једним бодом заостатка. Утакмица између БСК Београда и Динама завршена је нерешеним резултатом 2:2, а првенство је одлучено дан касније, 4. новембра, у утакмици са Партизаном. Вечити ривал Црвене звезде је раније те сезоне веома убедљиво победио у претходном дербију (6 : 1), али је овога пута Звезда произвела потребан резултат 2 : 0 и захваљујући нешто бољем просеку голова први пут је постала првак Југославије.

## Касне 1950-те – прва ера доминације (1952–1958)
Црвена звезда је освојила првенство и 1953. године, али праве промене уследиле су тек средином деценије, када је формирана стабилна клупска структура са Душаном Благојевићем на месту председника, Слободаном Ћосићем као генералним секретаром и сјајним Ацом Обрадовићем, познатим по надимку Доктор О, на месту техничког директора клуба. Заједно су утрли пут генерацији која ће у потпуности доминирати југословенском и европском фудбалском сценом у наредних пет година. Била је то екипа играча као што су Беара, Дурковић, Станковић, Поповић, Митић, Костић и Шекуларац. Ти фудбалери, чија се имена још памте, освојили су четири југословенска првенства и два Купа, не пропустивши прилику да пет сезона заредом освоје сваки трофеј Југославије. Игра Црвене звезде била је брза и офанзивна, чиме је клуб стекао велику популарност како у земљи тако и у свету. Како су побеђивали на терену, Обрадовић је формирао терен за професионални рад који ће касније послужити као основа бројних успеха клуба. Црвена звезда је 1956. године освојила првенство и изборила полуфинале Купа Европе 1956/57, где је играла против Фјорентине. Нападач Црвене звезде Костић постигао је пет голова на четири досадашње утакмице Купа Европе. И поред Костићеве способности пред голом, Црвена звезда није успела да постигне ниједан гол, па су Италијани прошли у финале. Као шампиони, Црвена звезда је била Југославија која је учествовала у Европском купу 1957–58 где су је славно победили енглески шампион Манчестер јунајтед у четвртфиналу са 5 : 4, а тим којим је управљао Мет Базби победио је Црвену звезду са 2 : 1 у првој утакмици у Енглеској пре него што је ремизирао у реваншу 3 : 3 у фебруару на стадиону Партизана. Реванш је значајан по томе што је то последња утакмица коју су играле "Базбијеве бебе". На повратном лету за Енглеску следећег дана, авион се срушио у Минхену, што је резултирало смрћу 23 особе, укључујући осам играча Манчестер јунајтеда. Црвена звезда је 1958. године освојила и свој први европски трофеј, Митропа куп, који се играо током лета, у паузи између сезона. Трофеј је освојен без изгубљене утакмице.

## Криза и нови стадион Црвене звезде (1958–1966)
Крај педесетих је био први период доминације једног клуба на југословенској фудбалској сцени, али се почетком следеће деценије тежиште дешавања померило на другу страну Топчидерског брда, где се налазио Партизан. У наредних седам сезона Црвена звезда је успела да освоји само једно првенство и само један пехар, што није било довољно за клуб од Звездиног стаса и амбиција. Његов пласман током ових сезона био је најгори у његовој историји (укључујући и седмо место 1963.). Црвена звезда је чак четири пута пала испод прве три на табели (пре и после тога, Црвена звезда никада није пала испод трећег места у 54 фудбалске сезоне у СФРЈ, СРЈ, СЦГ и Србији). Већ тада је било јасно да је Црвена звезда убедљиво најпопуларнији клуб у земљи, а њени порази тешко су падали навијачима. Тако су присталице Црвене звезде у неким приликама имале тенденцију да упадну на терен и буквално спале обе стативе. У сезони 1963. клуб је успео да постигне само 21 гол, што је, на пример, упола мање од Војводине, иако је на табели завршила пет места ниже.
С друге стране, Црвена звезда је остварила добре резултате на међународној сцени. У Купу сајамских градова 1961–62, Црвена звезда је елиминисала Еспањол у четвртфиналу, а за полуфинале Црвена звезда је морала да игра против Барселоне. У оба меча Барселона је била боља и Црвена звезда је испала. Међутим, само осам месеци касније, каталонски клуб је поражен од Црвене звезде у истој фази истог такмичења. Али чак ни победа против Роме од 2 : 0 није била довољна за Црвену звезду да напредује.
Поред међународних успеха, Црвена звезда наставља да се развија, а изградња новог стадиона започета је у Београду крајем 1959. године. У наредне четири године Црвена звезда је играла домаће утакмице на Партизановом стадиону и на стадиону ОФК Београда (ово се може сматрати једним од разлога лоших резултата које је остварила у овом периоду). Нови стадион је отворен 1963. године и Црвена звезда је играла против Ријеке, а временом је распродати стадион Црвене звезде добио незванични назив „Маракана“, по чувеном стадиону Маракана у Бразилу, а стадион је стекао репутацију веома тешког терена за играње гостујућих екипа. У првој сезони постојања стадиона, Црвена звезда је славила освајањем дупле круне, док их је Милорад Павић водио до ових победа. Кључни тренутак догодио се 1966. године, када је Миљан Миљанић постао тренер клуба. У наредних осам година, Миљанић је трансформисао Црвену звезду у високо оцењену европску екипу. Југословенски фудбал је до тада прошао кроз уводну фазу тестирања и наставила се доминација Црвене звезде и Партизана. У преосталих 25 година постојања Југославије, Црвена звезда би остала стални трофејни фаворит, мењали би се само противници. Црвена звезда је 1968. године освојила свој други трофеј Митропа купа и после освајања Црвена звезда се повукла из Митропа купа како би се више фокусирала на друга европска такмичења.

## Миљанићево доба (1966–1975)
Прошавши кроз омладински систем клуба, Миљан Миљанић је током раних 1950-их година неколико пута наступао за комплетан тим Црвене звезде пре него што је без церемоније окончао своју скромну фудбалску каријеру; међутим, деценију и по касније, у лето 1966, када је почео да тренира, почео је да бележи успехе. У првој сезони на месту селектора Црвене звезде, Миљанић је потпуно променио клупски састав и завршио на петом месту у лиги, као и претходне сезоне под претходним тренером Иваном Топлаком.
Следеће сезоне, генерација предвођена двадесетједногодишњим Драганом Џајићем — који је наставио сјајну фудбалску каријеру, званично проглашен за најбољег српског играча икада и генерално сматран једним од најбољих левих крила у светском фудбалу — почела је да оставља дубок траг у југословенском и српском фудбалу. Са играчима као што су Ратомир Дујковић, Милован Ђорић, Кирил Дојчиновски, Станислав Караси, Јован Аћимовић, Војин Лазаревић, Петар Кривокућа, Стеван Остојић и Бранко Кленковски, период 1967—1970. је био први пут да је Црвена звезда успела да освоји три узастопне лигашке титуле и две узастопне дупле круне. Истовремено, Црвена звезда је постала успешан и доследан извођач и на европској сцени. Фокусирање на Куп Југославије 1971. довело је до тога да је клуб постигао други најгори пласман у лиги икада – шесто место – међутим, тај утисак је поправљен освајањем купа. Црвена звезда је освојила и два Суперкупа 1969. и 1971. године. Поред победе у купу, Црвена звезда се пласирала и у полуфинале Купа Европе 1970–71, где је елиминисана од грчког Панатинаикоса. У првом мечу, Црвена звезда је, уз бучну београдску публику, победила Грке са 4 : 1 пред 100.000 гледалаца и изгледало је као да је у неприкосновеној позицији, све док није пала са 3 : 0 у Атини и тако изгубила на основу гола у гостима и поново пропустила финале. Миљанић је са тимом освојио још један Куп Југославије 1973. Појавили су се неки нови играчи попут Владимира и Огњена Петровића, Богићевића, Филиповића, Јанковића и Керија.
За осам година Миљанићевог руковођења, седам пута је био најбољи клуб у Југославији (1972. Вележ је постигао један гол више), а у последње две сезоне Црвена звезда је прво освајала титулу првака са 12, а потом и са 18 бодова предности у односу на најближе ривале на табели. У Европском купу 1973–74, Црвена звезда је елиминисала Ливерпул (у то време актуелни шампион). Победом над Ливерпулом, Црвена звезда је постала тек други страни тим који је могао да победи Ливерпул на Енфилд Роуду (после Ференцвароша у Купу сајамских градова 1967–68) и једина екипа која је победила Ливерпул код куће у Европском купу у целом 20. веку. Међутим, Црвена звезда је у наредној утакмици четвртфинала изгубила од Атлетико Мадрида са 2 : 0. Следеће сезоне, 1975. године, Црвена звезда се суочила са Реал Мадридом. Утакмица је од стране новинара проглашена за утакмицу Џајић против Камача, јер је Драган Џајић у то време био најбоље лево крило на свету, а Камачо један од најбољих дефанзиваца. У првом мечу Црвену звезду су на Сантијаго Бернабеу чекали Миљан Миљанић, сада тренер Реала, као и 125.000 навијача, и поражена је резултатом 2 : 0. Црвена звезда је у Београду головима Џајића и голмана Петровића успела да изједначи резултат пред 100.000 гледалаца. Црвена звезда је на крају победила са 6 : 5 на пенале и први пут изборила полуфинале Купа победника купова. Тамо је екипа играла против Ференцвароша из Будимпеште. Црвена звезда је изгубила од Ференцвароша резултатом 2 : 1 у гостима, а реванш ће заувек остати упамћен као утакмица са највећом посећеношћу на стадиону Црвене звезде. Иако је продато 96.070 карата, процењује се да је присуствовало око 110.000 људи. Сви су отишли кући разочарани, пошто је једанаестерац који је изведен у 83. минуту довео до резултата 2 : 2 и Ференцвароша одвео у финале.

## Одржавање доминације – прво европско финале (1976–1986)
Како то обично бива, када оде сјајан тренер, то повлачи резултатски пад, а две сезоне после одласка Миљанића прошле су мање успешно за Црвену звезду. Тек пре доласка Гојка Зеца 1976. године клуб је постигао стабилност и убрзо је Црвена звезда на Маракани славила освајање националног шампионата. Био је то увод у еру Бранка Станковића, чија је владавина на месту селектора трајала четири године и донела Црвеној звезди три трофеја и прво велико европско финале. Након што је Драган Џајић прешао у Бастију, тим су предводили четврта звезда Црвене звезде, Владимир Петровић „Пижон“, Душан Савић „Дуле“ и Србољуб Стаменковић, који је касније у каријери требало да постане велика фудбалска звезда у САД. Прва сезона са Гојком Зецом на челу била је буквално права демонстрација силе – лига је освојена са предношћу од девет бодова у односу на све ривале, што је до тог тренутка била највећа разлика у победи у историји лиге. Нападачи Црвене звезде, предвођени Зораном Филиповићем, постигли су 67 голова против ривала у лиги (први на листи био је Борац из Бањалуке са 53 постигнута гола током сезоне). У наредној сезони, Црвена звезда је завршила на другом месту у лиги, отварајући пут за одличан наступ у сезони Купа УЕФА 1978–1979. Након што је елиминисала екипе попут Арсенала, Вест Бромвича и Херте, Звезда је по први пут стигла до финала Купа. И ту се Црвена звезда састала са Борусијом Менхенгладбах, која је од 1973. до 1980. играла пет европских финала. Немци, који су чекали око 100.000 ватрених навијача, пали су у заостацима голом Милоша Шестића, али је Јуришићева донела Гладбаху психолошку предност пред реванш. Ова утакмица је одиграна на Рајнштадиону у Дизелдорфу, где је италијански судија досудио споран пенал Немцима, а Данац Алан Симонсен запечатио је судбину Црвене звезде. Ждребети су победили укупним резултатом 2 : 1. Прво првенство Станковић као тренер (као играч је четири пута био шампион) освојио је 1980. године, када је Звезди недостајала дупла круна, а годину дана касније Црвена звезда је поново била шампион. Једанаестогодишњи период без освајања купа, до сада најдужи у историји, окончан је у пролеће 1982. године, када је Црвена звезда победила загребачки Динамо резултатом 6 : 4 (2 : 2 у Загребу и 4 : 2 у Београду). Тада се догодила прва промена на месту селектора у сезони од педесетих година, Стеван Остојић је заменио Станковића. У овом периоду Црвена звезда је два пута стигла до четвртфинала Купа Европе. 1981. елиминисани су од Интера, а 1982. од Андерлехта.
Пратио је историјске утакмице против Барселоне Уда Латека током Купа победника купова Европе 1982–83. У оба меча Барселона је била бољи тим, а Црвена звезда је коначно елиминисана. Занимљиво, када је Барсин Марадона постигао свој други гол пред око 100.000 гледалаца на Маракани, београдска публика је била толико узбуђена због поготка, да су чак и верни београдски навијачи аплаудирали Марадони, до тада незамисливо. Гојко Зец се враћа у тим 1983. године, проналазећи само једног играча из шампионске генерације коју је тренирао 1977. године – Милоша Шестића. Зец је на сличан начин поновио тријумф екипе из претходног мандата освајањем шампионата одмах по доласку. И на исти начин као и те сезоне, финале купа завршено је у Сплиту, где је Црвена звезда поново ударила Динамо из Загреба и подигла пехар купа. Посебно након одласка Петровића и Савића током сезоне 1982/83, Шестић је постао предводник нове генерације, играча попут Ивковића, Елснера, Бошка и Милка Ђуровског, Мусемића, Миловановића, Јањанина и Мркеле. Довођење искусних играча из целе Југославије показало се као формула успеха. Крај ере Гојка Зеца поклопио се са највећим скандалом у историји југословенског фудбала, Шајберовим случајем, који је довео до тога да земља у две сезоне има два шампиона. Црвена звезда је 1986. године прво изгубила, а затим и освојила првенство, пре него што јој је одузета за зеленим столом. Међутим, 1986. године, Црвена звезда је стигла и до четвртфинала Купа победника купова, али је изгубила од Атлетико Мадрида.

## Европски и светски шампиони (1986–1991)
Црвена звезда је на самом почетку 1992. године била на врхунцу славе као шампион Европе и света, али и такође ослабљена као тим. Цела шампионска генерација из Барија више није играла за црвено беле. Међутим, упркос томе Звезди су даване прилично добре шансе да одбрани титулу европског шампиона. У домаћем првенству, велики ривали Динамо и Хајдук више нису играли у заједничкој лиги, баш као и остали клубови из Хрватске и Словеније. Првенство Југославије играно је на самој ивици регуларности, због смањења лиге и избијања рата у Босни и Херцеговини. Црвена звезда је одбранила титулу, а истовремено то јој је био трећи тријумф за редом у домаћем првенству (први пут након Миљанићеве ере). Међутим, финале купа је освојио Партизан и то је била назнака да тешки дани за клуб тек долазе. Дарко Панчев је био најбољи стрелац екипе са 24 постигнута гола. У Европи Звезда је играла поново у Купу шампиона победивши екипе Портдаун и Аполон у првом и другом колу. У групној фази је заузела друго место иза Сампдорије, која је касније изгубила финале од Барселоне. Црвена звезда је због санкција своје мечеве као домаћин играла у Будимпешти и Софији.

## Мрачне деведесете (1992–2000)
У периоду између маја 1992. године и маја 2000. године, само једна шампионска титула је прослављена на Маракани. Двадесети пехар државног првака стигао је 1995. године. Донела ју је још једна велика генерација играча, која због санкција, рата и других великих криза које су задесиле Србију током деведесетих година, није могла да покаже свој пун квалитет. Тада су за Звезду играли Милојевић, Стојковски, Ђоровић, Стефановић, Сакић, Живковић, Крупниковић, Ковачевић, Петковић и многи други. Те године забележена је и победа у 100-том вечитом дербију од 2:1. На клупи је поново седео Љупко Петровић. Звезда, као и остали српски клубови нису могли да учествују у европским такмичењима због санкција. То је било у периоду између 1993 и 1995. Једину утакмицу коју је Звезда играла са неким иностраним тимом у том периоду, била је пријатељска утакмица са Олимпијакосом. Било је 4:1 за београдске црвено-беле. Прву повратничку утакмицу на европској сцени, српски тим је одиграо 1995. године против швајцарске екипе Ксамакс у квалификацијама за УЕФА куп. Црвена звезда је изгубила прву утакмицу на Маракани а у гостима играла нерешено 0:0. Наредне године, београдски тим је имао више успеха на европској сцени. Учествовали су у Купу победника купова. У квалификацијама су прошли шкотску екипу Хартс. У Београду је било 0:0, а у Единбургу 1:1. Наредни противник у првој рунди био је Кајзерслаутерн, први јачи противник са којим се састала Звезда од увођења санкција. У Немачкој је било 1:0 за Кајзерслаутерн а у Београду чак 4:0 за домаћи тим. Следећа утакмица је била са Барселоном, можда најјачим противником, са којим су црвено-бели играли у другој половини 90-их. Прва утакмица је завршена победом шпанаца 3:1, а друга 1:1. То је вероватно било најбоље издање Звезде тих година.
Ипак, то је био мали успех у иначе веома неуспешној деценији. Прва лига СР Југославије није више имала онај квалитет као претходно такмичење а и број гледалаца је због већ поменутих разлога значајно опао. Како су се деведесете приближавале крају, тако су и нерегуларности у лиги достизале свој врхунац. Шампион у сезони 1997/98 је био Обилић, тим који је те исте сезоне дебитовао у лиги. Звезда је ту сезону завршила на другом месту са два бода заостатка иза првопласираног тима. Следеће првенство није завршено због рата на Косову и Метохији а Црвена звезда је завршила на трећој позицији, што је био најлошији пласман клуба у претходних двадесет година.
Током седам сезона, клуб је освојио само једну титулу. Међутим, за то време ипак је освојено пет држаних купова.

## Нови век (1999–2004)
Лето 1999. године означава нови почетак за клуб. Након завршетка рата на Космету, Црвена звезда осваја свој седамнаести куп у историји победом против Партизана 4:2. Међутим, после лошег старта у следећој сезони, Милољуб Остојић бива смењен, а тим преузима Славољуб Муслин. Као члан добре генерације играча са почетка осамдесетих за коју су наступали Владимир Петровић Пижон и Дуле Савић, он је донео нову филозофију у екипи Црвене звезде. Током две сезоне проведене у Звезди, постављен је рекорд, где је број примљених голова преполовљен. Црвена звезда је примила само 19 голова на 40 утакмица у првенству (сезона 1999-2000). Титула првака практично је освојена на Ђурђевдан, када је Обилић поражен на Маракани, а Партизан је у том колу успео да освоји само један бод против Радничког из Крагујевца. У марту, априлу и мају Црвена звезда је победила на свих 20 утакмица у лиги и купу.

## Постјугословенске године (2004–2009)
Следеће сезоне, Муслин је још увек предводио клуб. Шампионска титула је одбрањена али трофеј у купу није. Муслин напушта клупу у септембру 2001. године, после чега Црвена звезда неће успевати да освоји тиутлу наредне две сезоне. Ипак Славољуб Муслин се враћа на клупу у лето 2004. године. Током ове сезоне, клуб је поставио нови рекорд са само 13 примљених голова на 30 утакмица и освојио је своју двадесетчетврту титулу.
Током лета те године, клуб је поново предводио Љупко Петровић, трећи пут у својој тренерској каријери. После добрих припремних утакмица, клуб је ушао са великом надом у нову сезону али на европској сцени дошли су тешки порази од ПСВ Ајднховена и Зенита из Санкт Петербурга. Титула је изгубљена те сезоне, као и куп. У финалу купа, Звезда је играла против Железника и примила је гол у последњем минуту утакмице.
Током лета 2005. године, Драган Џајић напушта фотељу председника после више од 20 година на челу клуба. Звездина трећа звезда је замењена петом звездом Црвене звезде, Драганом Стојковићем. Клуб преузима Валтер Зенга и то је било први пут у историји да страни тренер предводи Звезду. Италијански тренер је са црвено-белима освојио дуплу круну те године. Звезда је и следеће године освојила дуплу круну у домаћем првенству. Након тога Партизан преузима доминацију у домаћем првенству, освојивши 4 узастопне титуле. Звезда је последњи пут учествовала у Лиги Европе 2007. године.

## Криза (2009–2015)
Од 9. децембра 2010. године, тренер Црвене звезде је Роберт Просинечки, члан генерације која је освојила титулу првака Европе и света. Пре него што је преузео црвено-беле, Просинечки је радио као асистент селектору Хрватске Славену Билићу. У почетку је било питање да ли ће уопште моћи да се бави тренерским послом у Звезди пошто није имао тренерску лиценцу. Те зиме између осталих, црвено-беле су појачали: Евандро, Борха, Калуђеровић, Ади итд. Звезда је у том тренутку била друга на табели и заостајала за Партизаном пет бодова. Ипак на крају ове сезоне Звезда није успела да узме титулу и завршила је као друга на табели. У последњем колу је победила Војводину са 0:2, на двадесетогодишњицу тријумфа у Барију. Црвена звезда је овом позицијом на табели обезбедила да игра у треће колу квалификација за Лигу Европе. Као противника добила је летонску екипу Вентспилс. Прву утакмицу, Звезда је добила у гостима са 2:1, a у другој је тријумфовала резултатом 7:0. Постоји једна занимљивост у вези са путовањем на прву утакмицу. Наиме, играчи и стручни штаб црвено-белих летели су истим авионом којим су играчи генерације 1991 летели за Бари на финалну утакмицу Купа европских шампиона. Следећи противник кога је Звезда требало да победи да би се нашла у Лиги Европе био је Рен. Међутим, тим из истоименог француског града је победио у обе утакмице. У првом мечу на Маракани било је 1:2, а у другом 4:0 за Рен.
Чланови Скупштине Црвене звезде су 19. децембра 2012. великом већином гласали да Џајић поново буде именован за председника Црвене звезде.
Црвена звезда је сезону 2013–14 завршила освајањем прве домаће титуле у последњих шест година, али јој је УЕФА накнадно забранила учешће у квалификационим рундама УЕФА Лиге шампиона 2014–15 због кршења УЕФА Правилника о лиценцирању клубова и финансијском фер-плеју. Забрана УЕФА имала је огромне последице по руководство и финансијску стабилност Црвене звезде. Мање од две недеље након што је УЕФА објавила забрану, Џајић је поднео оставку на место председника Црвене звезде.
Након што је Управни одбор Црвене звезде одржао изборе 10-11. децембра 2014. године, одбор Црвене звезде Београд је за председника клуба именовао неспорног кандидата Светозара Мијаиловића и Звездану Терзићу доделио нови мандат за генералног директора. На истој скупштинској седници УО је донео одлуку да стадион Црвене звезде званично носи назив Стадион Рајко Митић.

## Стабилизација и повратак у Европу (2017-данас)
Црвена звезда је 5. јуна 2017. свечано представила Владана Милојевића за новог тренера и Митра Мркелу за новог спортског директора. Истог лета, Црвена звезда је напредовала кроз четири квалификациона кола и на крају се први пут после десет година пласирала у групну фазу Лиге Европе 2017/18. У групи Х са Арсеналом, 1. ФК Келн и БАТЕ Борисов, Црвена звезда је завршила на другом месту иза Арсенала, пласиравши се у нокаут фазу неког УЕФА такмичења први пут после 25 година. Црвена звезда у Лиги Европе 2018. завршила је у осмини финала након што је елиминисана од ЦСКА из Москве.
У наредној сезони Црвена звезда је поново преживела четири кола квалификација, овога пута пласиравши се у групну фазу УЕФА Лиге шампиона 2018/19. У Групи Ц са Пари Сен Жерменом, Ливерпулом и Наполијем, Црвена звезда је завршила на последњем месту. Ипак, Црвена звезда је забележила преокрет од 2:0 против Ливерпула после дуела Милана Павкова. Ливерпул је те сезоне освојио Лигу шампиона.
Црвена звезда је 5. маја 2019. победила Младост из Лучана резултатом 1:0, освојивши другу сезону узастопно под вођством тренера Милојевића и 29. пут у историји клуба. Неколико дана касније, Скупштина Фудбалског савеза Србије је званично признала Црвеној звезди титулу Савезне лиге Србије из 1946. године, која није укључивала војвођанске тимове и била је у суштини други ниво иза тадашњег премијера Југославије. Због тога је званичан број домаћих титула Црвене звезде порастао са 29 на 30 и тако је додата трећа звезда изнад значке Црвене звезде. Након тога, Црвена звезда је напредовала кроз четири квалификациона кола како би се пласирала у Лигу шампиона 2019/20, где је играла у групи Б са Бајерном из Минхена, Тотенхем Хотспуром и Олимпијакосом. Црвена звезда је завршила на последњем месту у групи.
Иако је Црвена звезда наставила да доминира у Српској лиги, њихова сезона 2019–20 била је обележена случајевима судијских нерегуларности. Црвена звезда је 14. септембра 2019. победила Инђију са 2:1, али тек после два пенала за Црвену звезду у 88. и 90. минуту. Прва казна је била грешка судије, пошто је фаул у питању направљен ван казненог простора. Митар Мркела је признао да први пенал није требало досудити, наводећи да се „Црвена звезда залаже за хитно увођење ВАР технологије у нашу лигу“.

## Познати играчи
| Владимир Југовић   | 1989-1992           | Дарко Ковачевић     | 1994-1996      | Александар Коцић   | 1998-2001      |
| Дејан Савићевић    | 1989-1992,1999      | Небојша Крупниковић | 1994-1996      | Миленко Ачимович   | 1998-2002      |
| Иван Аџић          | 1989-1995           | Предраг Станковић   | 1994-1996      | Михајло Пјановић   | 1999-2003      |
| Звонко Милојевић   | 1989-1997           | Ненад Сакић         | 1994-1997      | Бранко Бошковић    | 1999-2003      |
| Синиша Михајловић  | 1990-1992           | Дејан Станковић     | 1994-1998      | Немања Видић       | 2000-2004      |
| Илија Ивић         | 1991-1994           | Перица Огњеновић    | 1994-1998      | Дејан Миловановић  | 2001-2008,2010 |
| Александар Кристић | 1991-1994,1998-1999 | Зоран Његуш         | 1995-1998      | Александар Луковић | 2002-2006      |
| Дејан Петковић     | 1992-1995           | Драгослав Јеврић    | 1995-1999      | Бошко Јанковић     | 2002-2006      |
| Зоран Јовичић      | 1992,1995-1998      | Дарко Анић          | 1996-1997      | Ненад Ковачевић    | 2002-2006,2011 |
| Јован Станковић    | 1993-1995           | Јован Гојковић      | 1997-2000      | Душан Баста        | 2002-2008      |
| Дејан Стефановић   | 1993-1995           | Горан Буњевчевић    | 1997-2001      | Никола Жигић       | 2003-2006      |
| Горан Ђоровић      | 1993-1997           | Дејан Илић          | 1997-2002,2003 | Марко Пантелић     | 2004-2005      |
| Братислав Живковић | 1993-1998           | Иван Гвозденовић    | 1997-2002,2009 | Милан Бишевац      | 2004-2007      |
| Горан Друлић       | 1993-2001           | Миливоје Витакић    | 1998-2004      | Никола Трајковић   | 2005-2009      |